# Cómo acabar con la escritura de las mujeres
Cómo acabar con la escritura de las mujeres (en inglés: How to Suppress Women's Writing) es un libro de Joanna Russ, publicado en 1983. Escrito imitando el estilo de una guía, con un tono sarcástico e irreverente,  explica cómo las mujeres están impedidas de producir obras escritas, o no se les da crédito cuando lo hacen, o sus aportes son despreciados o minimizados. A pesar de que el libro se basa principalmente en textos escritos en idioma inglés, la autora también incluye ejemplos de trabajos en otros idiomas. Asimismo, además de trabajos escritos, incluye otras disciplinas, como la pintura. Citando autoras y críticas como Suzy McKee Charnas, Margaret Cavendish, y Vonda McIntyre, Russ busca describir las fuerzas sociales que sistemáticamente impiden un amplio reconocimiento del trabajo creativo de las mujeres.
A pesar de que Russ fue una feminista activa y una de las participantes destacadas de la escena de la ciencia ficción feminista a fines de la década de 1960 y en los años 70, How to Suppress Women's Writing marca una transición hacia su foco en la crítica literaria. En la misma época escribe un ensayo titulado Recent Feminist Utopias, el cual fue publicado en 1995 como parte de su libro  To Write Like a Woman: Essays in Feminism and Science Fiction.
En 2018 se publicó por primera vez la traducción al español con el título de Cómo acabar con la escritura de las mujeres, traducido por Gloria Fortún.

## Métodos de supresión descritos por Russ
El libro perfila once métodos comunes que suelen ser usados para ignorar, condenar o minimizar el trabajo de las autoras:
1. Prohibiciones. Impedir a las mujeres el acceso a las herramientas básicas para la escritura.
2. Mala fe. Crear, de manera inconsciente, sistemas sociales que ignoran o devalúan la escritura de las mujeres.
3. Negación de la autoría. Negar que una mujer lo escribió.
4. Contaminación de la autoría. Argumentar que su arte no es auténtico, no es arte en realidad, o no debería haber sido realizado.
5. Doble estándar de contenido. Pretender que un conjunto de experiencias se considera más valioso que otro.
6. Falsa categorización. Categorizar incorrectamente a artistas mujeres como esposas, madres, hijas, hermanas o amantes de los artistas masculinos.
7. Aislamiento. Crear el mito de que se trata de un logro aislado, afirmando que sólo un trabajo o una corta serie de poemas se considera importante.
8. Anomalización. Afirmar que la mujer en cuestión es excéntrica o atípica.
9. Carencia de modelos. Reforzar la dominación de los autores masculinos en los cánones literarios con el fin de obstruir la inspiración en escritoras como modelos a seguir.
10. Reacciones. Obligar a las mujeres a negar su identidad femenina con el fin de ser tomadas en serio.
11. Estética. Popularizar trabajos estéticos que contienen papeles y caracterizaciones denigrantes de las mujeres.[6]

## Recepción
En general, el movimiento feminista y el sector académico recibieron el libro positivamente. Los argumentos del libro son ilustrados con ejemplos claros, lo que facilita la comprensión por parte del público no especializado en literatura. Es un trabajo estimado por su humor tajante e ingenioso, así como por su forma inusual y fresca de representar el sexismo en la arena del arte y la escritura.